# 卢登华
卢登华（1941年—），四川成都人，中国人民解放军将领、中国人民解放军中将。
1958年参加中国人民解放军，1962年加入中国共产党。历任中国人民解放军战士,毕业于空军第十三飞行学院、空军航空学校学员、空军航空兵飞行员、副中队长、中队长、副团长、团长、副师长、师长，沈阳军区空军副参谋长、参谋长、副司令员。毕业于空军航空学校。1993年7月，接替辛殿枫，担任沈阳军区副司令员兼沈阳军区空军司令员。1996年7月，接替谢德财，担任南京军区副司令员兼南京军区空军司令员。1995年，晋升空军中将军衔。2000年12月，接替韩瑞阶，担任广州军区副司令员兼广州军区空军司令员。